# 藤桥墓群
藤桥墓群位于中国海南省三亚市海棠区海棠湾镇，2006年被列为第六批全国重点文物保护单位。

## 历史
1976年12月考古调查发现了藤桥墓群，1983年对7座墓进行了试掘。这些墓葬的形制均为土坑竖穴墓，长1.8～3米，宽0.8～1米、深1.7米，无葬具和随葬品。墓前后两端各竖珊瑚石墓碑一块，墓碑雕刻阿拉伯文及花纹图案。藤桥墓群在墓前后各竖墓碑、没有封土的特征，只有在阿拉伯半岛阿曼南部佐海尔古城遗址才有发现。从墓葬形制考证，藤桥墓群的主人应为唐、宋、明时期来源于阿拉伯半岛、东非等地区。藤桥墓群是目前在中国南方地区发现的时代较早、墓葬形式最原始的阿拉伯穆斯林墓地，是海上丝绸之路的一处重要文化遗产。